# (500231) 2012 JW2
(500231) 2012 JW2 es un asteroide perteneciente al cinturón de asteroides, descubierto el 20 de abril de 2012 por el equipo del Spacewatch desde el Observatorio Nacional de Kitt Peak, Arizona, Estados Unidos.

## Designación y nombre
Designado provisionalmente como 2012 JW2.

## Características orbitales
2012 JW2 está situado a una distancia media del Sol de 2,567 ua, pudiendo alejarse hasta 2,724 ua y acercarse hasta 2,410 ua. Su excentricidad es 0,061 y la inclinación orbital 13,25 grados. Emplea 1502,35 días en completar una órbita alrededor del Sol.

## Características físicas
La magnitud absoluta de 2012 JW2 es 17.